# Deister (paard)

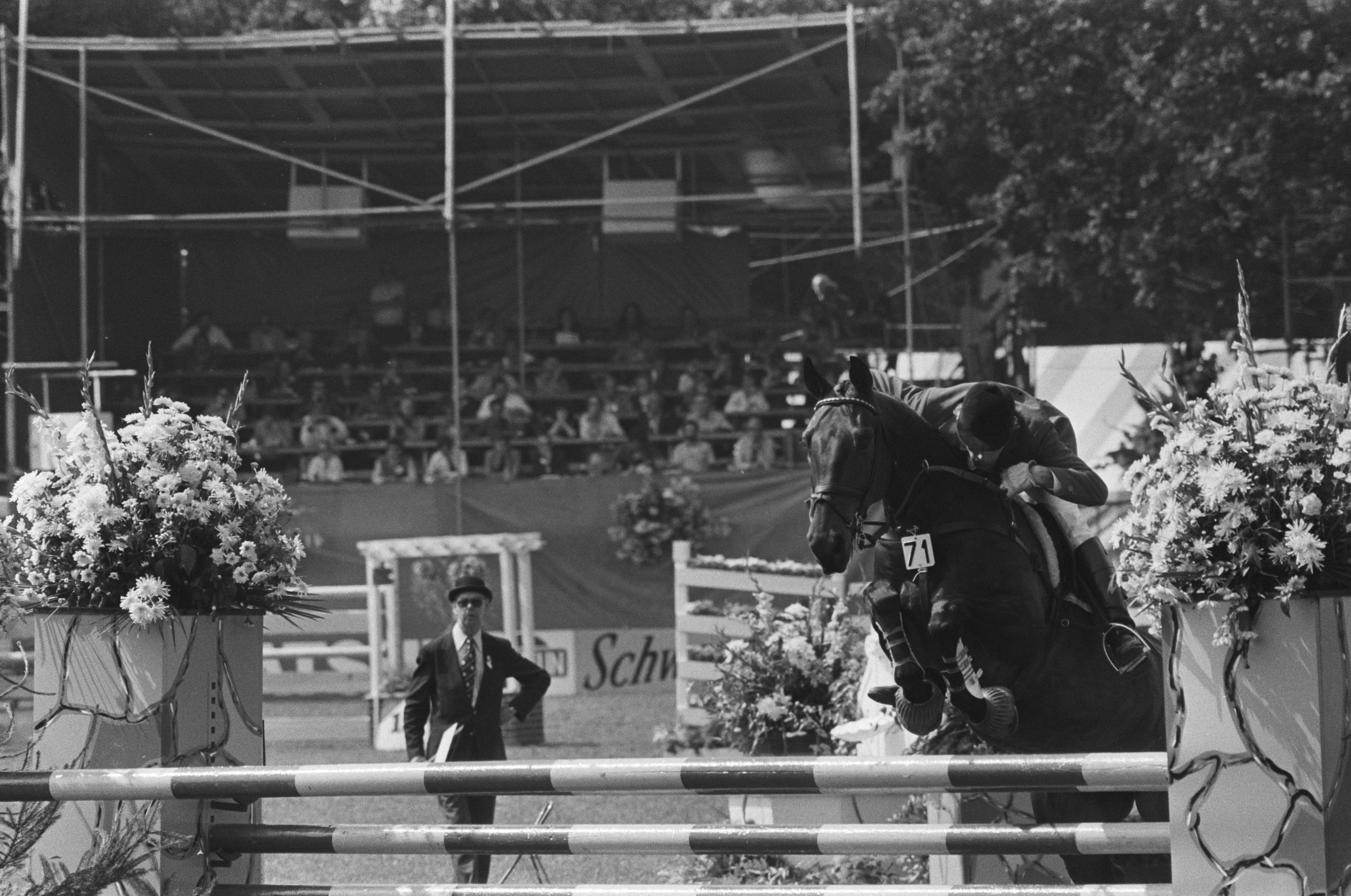
Paul Schockemöhle met Deister in actie, Rotterdam 1979

Deister (Osterbruch bij Cuxhaven, 10 februari 1971 – Mühlen, 27 augustus 2000) was een springpaard, bereden door springruiters Paul Schockemöhle en Hartwig Steenken. Deister was een hannoveraan. Hij won vele internationale topwedstrijden in de springsport. 

Monument voor het paard Deister

Deister werd in 1974 verkocht als dressuurpaard, maar bleek daarvoor niet geschikt. Het paard werd op 5-jarige leeftijd verkocht aan Hartwig Steenken, die het paard trainde als springpaard. Na diens overlijden, in 1978, werd het paard verkocht aan Schockemöhle, onder wie het paard talrijke wereld- en olympische titels behaalde. Deister stierf in 2000 in de stoeterij van de Schockemöhles te Mühlen, gemeente Steinfeld (Oldenburg).